# Рудольф IV (маркграф Бадена)
Рудольф IV Баденский (нем. Rudolf IV. von Baden, XIII век — 25 июня 1348) — маркграф Бадена и сеньор Пфорцхайма, правивший в период с 1291 по 1348 годы.

## Биография
Рудольф IV был старшим сыном маркграфа Германа VII и его жены Агнес фон Труэндинген, и правил изначально совместно со своим братом Фридрихом. Впоследствии, однако, последовало разделение отцовского наследства, так что Фридриху достались Баден и Эберштайн, в то время как Рудольф получил в управление кроме прочего Пфорцхайм, где он обустроил свою резиденцию, вследствие чего Рудольф IV известен в литературе также как Рудольф Баден-Пфорцхаймский (нем. Rudolf IV. von Baden zu Pforzheim).
В борьбе Фридриха Красивого с Людвигом Баварским за германский трон он, как и его брат Фридрих, был на стороне габсбургской партии, и активно поддерживал Леопольда Австрийского при осаде Шпайера в марте 1315 года. Позднее Рудольф IV перешёл на сторону короля Людвига IV и в благодарность получил от него замок Ортенберг, а также города Оффенбург, Генгенбах и Целль, как и прочие имперские владения в Ортенау.

## Семья
Рудольф был в первом браке женат на Луитгард фон Боланден (нем. Luitgard von Bolanden) — вдове графа Альбрехта фон Лёвенштайна (ум. 1304), внебрачного сына короля Рудольфа I, и после её смерти — повторно на Марии фон Эттинген (нем. Maria von Oettingen), с которой у него было двое детей:
- Фридрих III (1327—1353), маркграф Баден-Пфорцхайма с 1348 года
- Рудольф V (ум. 1361), маркграф Баден-Пфорцхайма с 1348 года

Скончавшийся 25 июня 1348 года Фридрих IV был похоронен в монастыре Лихтенталь в современном Баден-Бадене.